# Earl of Kent
Earl of Kent war ein erblicher britischer Adelstitel, der einmal in angelsächsischer Zeit, siebenmal in der Peerage of England und einmal in der Peerage of the United Kingdom verliehen wurde.

## Verleihungen
Erstmals wurde der Titel 1020 unter dem angelsächsisch-nordischen König Knut dem Großen an Godwin von Wessex verliehen. Der Titel erlosch, als dessen Sohn Leofwine Godwinson am 14. Oktober 1066 in der Schlacht bei Hastings fiel.
Der Sieger von Hastings, Wilhelm der Eroberer, verlieh als neuer König von England 1067 den Titel erstmals in der Peerage of England an seinen Halbbruder Odo, den Bischof von Bayeux. 1088 führte er eine erfolglose Rebellion gegen Wilhelms Sohn und Nachfolger Wilhelm II. an, weshalb ihm sein Titel aberkannt und seine Ländereien von der Krone eingezogen wurden.
Während der Wirren des englischen Bürgerkrieges (Die Anarchie) schuf König Stephan den Titel in zweiter Verleihung in der Peerage of England für seinen flandrischen Söldnerführer Wilhelm von Ypern. Stephans Nachfolger Heinrich II. erkannte ihm den Titel 1155 wieder ab.
Am 11. Februar 1227 verlieh König Johann Ohneland den Titel an seinen Justiciar Hubert de Burgh. Der Titel sollte an seine männlichen Nachkommen aus seiner dritten Ehe mit Margarete von Schottland vererbbar sein, und erlosch bei seinem Tod am 12. Mai 1243, da er mit dieser nur eine Tochter hatte.
In vierter Verleihung wurde der Titel am 28. Juli 1321 von König Eduard II. an dessen Halbbruder Edmund of Woodstock verliehen in Anerkennung für seine Unterstützung gegen den Aufstand der walisischen Marcher Lords (Despenser War). 1326 beteiligte er sich an der Verschwörung der Königin Isabella gegen deren Ehemann Eduard II. und gehörte nach dessen erzwungener Abdankung zum Regentschaftsrat für den minderjährigen Eduard III. Noch im selben Jahr verdächtigt, den inzwischen ermordeten, aber noch eingekerkert geglaubten Eduard II. befreien zu wollen, wurde Edmund des Hochverrats bezichtigt, am 19. März 1330 enthauptet und ihm sein Titel aberkannt. 1331 wurde die Verurteilung widerrufen und der Titel für dessen minderjährigen Sohn Edmund als 2. Earl wiederhergestellt. Als dieser bereits im selben Jahr starb, fiel der Titel an dessen jüngeren Bruder John als 3. Earl, der 1349 von seiner Mutter auch den fortan nachgeordneten Titel 4. Baron Wake of Liddell erbte. Bei Johns kinderlosem Tod fielen beide Titel 1352 an dessen Schwester Joan, deren Ehemann Thomas Holland, 1. Baron Holand mit Letters Patent vom 20. November 1360 in separater fünfter Verleihung ebenfalls der Titel Earl of Kent neu verliehen wurde. Ihm war bereits 1353 der fortan nachgeordnete Titel Baron Holand verliehen worden. Ihr gemeinsamer Sohn Thomas vereinte 1385 die elterlichen Titel als 5. und 2. Earl. Dessen Sohn Thomas wurde 1397 auch zum Duke of Surrey erhoben, bekam das Dukedom aber bereits 1399 wieder entzogen. Beim kinderlosen Tod seines jüngeren Bruders Edmund Holland, des 7. und 4. Earls, am 15. September 1408 erloschen alle seine Titel mit Ausnahme der Baronie Wake of Liddell, die in Abeyance zwischen dessen Tanten väterlicherseits bzw. deren Nachkommen fiel.
In sechster Verleihung wurde der Titel während der Rosenkriege am 30. Juni 1461 von König Eduard IV. für William Neville neu geschaffen. Der Titel erlosch bei seinem kinderlosen Tod am 9. Januar 1463. Eduard verlieh den Titel daraufhin am 30. Mai 1465 in siebter Verleihung an seinen Lord Treasurer, Edmund Grey, 4. Baron Grey de Ruthyn. Dieser hatte bereits 1440 von seinem Großvater den fortan nachgeordneten Titel Baron Grey de Ruthyn geerbt. Beim Tod seines Ur-ur-urenkels, des 8. Earls, am 21. November 1639, fiel die auch in weiblicher Linie erbliche Baronie Grey de Ruthyn an Charles Longueville, den Sohn seiner Schwester, als 12. Baron. Der Earlstitel fiel dessen Onkel dritten Grades als 9. Earl. Dessen Urenkel, der 12. Earl, erbte 1702 von seiner Mutter auch den Titel 2. Baron Lucas und wurde am 14. November 1706 auch zum Marquess of Kent und Viscount Goderich, am 28. April 1710 zum Duke of Kent und am 19. Mai 1740 zum Marquess Grey erhoben. Da er keine Söhne hinterließ, erloschen seine Titel, als er am 5. Juni 1740 starb, mit Ausnahme des Marquessates Grey und der Baronie Lucas, die aufgrund besonderer Erbfolgeregelungen in weiblicher Erbfolge an seine Enkelin Jemima Yorke fielen.
In bislang letzter Verleihung wurde der Titel am 24. Mai 1866 in der Peerage of the United Kingdom von Königin Victoria für ihren zweitgeborenen Sohn Prinz Alfred geschaffen, zusammen mit den Titeln Duke of Edinburgh und Earl of Ulster. Da sein einziger Sohn Alfred kinderlos vor ihm starb, erloschen die Titel bei seinem Tod am 30. Juli 1900.

## Liste der Earls of Kent

### Angelsächsische Earls of Kent (1020)
- Godwin von Wessex, Earl of Kent (1020–1053)
- Leofwine Godwinson, Earl of Kent (1053–1066)

### Earls of Kent, erste Verleihung (1067)
- Odo von Bayeux, 1. Earl of Kent († 1097) (Titel verwirkt 1088)

### Earls of Kent, zweite Verleihung (1141)
- Wilhelm von Ypern, 1. Earl of Kent (1115–1162) (abgesetzt 1155)

### Earls of Kent, dritte Verleihung (1227)
- Hubert de Burgh, 1. Earl of Kent († 1243)

### Earls of Kent, vierte Verleihung (1321)
- Edmund of Woodstock, 1. Earl of Kent (1301–1330) (Titel verwirkt 1330)
- Edmund, 2. Earl of Kent (1326–1331) (Titel wiederhergestellt 1331)
- John, 3. Earl of Kent (1330–1352)
- Joan, 4. Countess of Kent (1328–1385)
- Thomas Holland, 5. und 2. Earl of Kent (1350–1397)
- Thomas Holland, 1. Duke of Surrey, 6. und 3. Earl of Kent (1374–1400)
- Edmund Holland, 7. und 4. Earl of Kent (1384–1408)

### Earls of Kent, fünfte Verleihung (1360)
- Thomas Holland, 1. Earl of Kent (1314–1360)
- Thomas Holland, 5. und 2. Earl of Kent (1350–1397)
- Thomas Holland, 1. Duke of Surrey, 6. und 3. Earl of Kent (1374–1400)
- Edmund Holland, 7. und 4. Earl of Kent (1384–1408)

### Earls of Kent, sechste Verleihung (1461)
- William Neville, 1. Earl of Kent († 1463)

### Earls of Kent, siebte Verleihung (1465)
- Edmund Grey, 1. Earl of Kent (um 1420–1498)
- George Grey, 2. Earl of Kent (1460–1503)
- Richard Grey, 3. Earl of Kent (1481–1524)
- Henry Grey, 4. Earl of Kent (um 1495–1562)
- Reginald Grey, 5. Earl of Kent († 1573)
- Henry Grey, 6. Earl of Kent (1541–1615)
- Charles Grey, 7. Earl of Kent (um 1545–1623)
- Henry Grey, 8. Earl of Kent (um 1583–1639)
- Anthony Grey, 9. Earl of Kent (1557–1643)
- Henry Grey, 10. Earl of Kent (1594–1651)
- Anthony Grey, 11. Earl of Kent (1645–1702)
- Henry Grey, 1. Duke of Kent, 12. Earl of Kent (1671–1740)

### Earls of Kent, achte Verleihung (1866)
- Alfred, Duke of Edinburgh, Earl of Kent (1844–1900)